# تراتوسور
تراتوسور (نام علمی: Teratosaurus) نام یک سرده از راسته رایی‌خزندگان است.